# Mathieu Bilodeau
Mathieu Bilodeau (* 27. November 1983 in Québec, Québec) ist ein kanadischer Geher.

## Sportliche Laufbahn
Mathieu Bilodeau sammelte 2011 erste internationale Wettkampferfahrung als er, neben Wettkämpfen in der Heimat, auch in den USA an den Start ging. Zunächst trat er auf der Mittelstrecke an, hauptsächlich im 800-Meter-Lauf. 2014 trat er in seinen ersten Wettkämpfen im Gehen an, stellte zunächst mit 1:27:44 h eine Bestzeit über 20 km auf. Nur einen Tag später trat er über 50 km bei den US-amerikanischen Meisterschaften an und beendete den Wettkampf mit einer Zeit von 3:59:48 h. Mit dieser Zeit qualifizierte er sich für die Weltmeisterschaften 2015 in Peking. Bevor er im August an den Start ging, gewann er Anfang Juli die Bronzemedaille bei den Kanadischen Meisterschaften über 10.000 Meter. Zwei Tage später steigerte er sich auf der 20-km-Distanz auf 1:25:48 h. In Peking absolvierte er Ende August die 50 km mit einer Zeit von 4:01:35 h und belegte damit bei seinem WM-Debüt den 31. Platz. 2016 steigerte sich Bilodeau im März im Rahmen der Französischen Meisterschaften auf eine Zeit von 3:53:56 h und qualifizierte sich damit für die Olympischen Sommerspiele in Rio de Janeiro. Anfang Juli gewann er über 10.000 Meter seinen ersten und bislang auch einzigen Kanadischen Meistertitel. Im August ging er bei den Olympischen Spielen in Brasilien an den Start, konnte den Wettkampf allerdings nicht beenden. 2017 belegte er im Mai den vierten Platz beim Panamerikanischen Geher-Cup. Im August trat er in London zum zweiten Mal bei den Weltmeisterschaften an und belegte mit 3:56:54 h den 24. Platz.
2018 und 2019 wurde Bilodeau jeweils Kanadischer Vizemeister auf der 20-km-Distanz. Im März 2019 stellte er in der Slowakei mit 3:53:36 h seine persönliche Bestzeit auf der 50-km-Distanz auf. Später im August trat er zum ersten Mal bei den Panamerikanischen Spielen in Lima an, konnte den Wettkampf allerdings nicht beenden. Ende September nahm er in Doha zum dritten Mal an den Weltmeisterschaften teil. Den Wettkampf beendete er unter schwierigen klimatischen Bedingungen mit 4:21:13 h auf dem 14. Platz. Aufgrund der COVID-19-Pandemie konnte er in den nächsten Jahren nur wenige Wettkämpfe auf der 50-km-Distanz absolvieren. Im Juni 2021, nachdem er beinahe aus der Top 60 der Weltrangliste gefallen wäre, qualifizierte er sich schließlich für die zweite Teilnahme an den Olympischen Sommerspielen. Im Wettkampf über 50 km belegte er den 45. Platz.

## Wichtige Wettbewerbe
| Jahr               | Veranstaltung           | Ort                | Platz              | Disziplin          | Zeit               |
| Startet für Kanada | Startet für Kanada      | Startet für Kanada | Startet für Kanada | Startet für Kanada | Startet für Kanada |
| ------------------ | ----------------------- | ------------------ | ------------------ | ------------------ | ------------------ |
| 2015               | Weltmeisterschaften     | Peking             | 31.                | 50 km Gehen        | 4:01:35 h          |
| 2016               | Olympische Sommerspiele | Rio de Janeiro     |                    | 50 km Gehen        | DNF                |
| 2017               | Weltmeisterschaften     | London             | 24.                | 50 km Gehen        | 3:56:54 h          |
| 2019               | Panamerikanische Spiele | Lima               |                    | 50 km Gehen        | DNF                |
| 2019               | Weltmeisterschaften     | Doha               | 14.                | 50 km Gehen        | 4:21:13 h          |
| 2021               | Olympische Sommerspiele | Tokio              | 45.                | 50 km Gehen        | 4:20:36 h          |

## Persönliche Bestleistungen
Freiluft
- 5 km Gehen: 20:27,43 min, 22. Mai 2016, Reims
- 10.000 m Bahngehen: 42:16,95 min, 4. Juli 2015, Edmonton
- 20 km Gehen: 1:25:48 h, 6. Juni 2015, A Coruña
- 50 km Gehen: 3:53:36 h, 23. März 2019, Dudince

Halle
- 5000 m Gehen: 20:31,65 min, 27. Dezember 2015, New York City